# Allothele
Genre
Allothele est un genre d'araignées mygalomorphes de la famille des Euagridae.

## Distribution
Les espèces de ce genre se rencontrent en Afrique australe.

## Liste des espèces
Selon World Spider Catalog (version 21.0, 22/06/2020) :
- Allothele australis (Purcell, 1903)
- Allothele caffer (Pocock, 1902)
- Allothele malawi Coyle, 1984
- Allothele regnardi (Benoit, 1964)
- Allothele teretis Tucker, 1920

## Publication originale
- Tucker, 1920 : Contributions to the South African Arachnid Fauna. II. On some new South African spiders of the families Barychelidae, Dipluridae, Eresidae, Zodariidae, Heracliidae, Urocteidae, Clubionidae. Annals of the South African Museum, vol. 17, p. 439-488 (texte intégral).